# Mirna (Basse-Carniole)
Mirna est une commune du sud-est de la Slovénie située dans la région de la Basse-Carniole.

## Villages
Les localités qui composent la commune sont Brezovica pri Mirni, Cirnik, Debenec, Glinek, Gomila, Gorenja vas pri Mirni, Migolica, Migolska Gora, Mirna, Praprotnica, Ravne, Sajenice, Selo pri Mirni, Selska Gora, Stan, Stara Gora, Ševnica, Škrjanče, Trbinc, Volčje Njive, Zabrdje et Zagorica.

## Démographie
Entre 2012 et 2021, la population de la commune de Mirna est restée stable, aux alentours de 2 500 habitants.
Évolution démographique
| 2012  | 2013  | 2014  | 2015  | 2016  | 2017  |
| ----- | ----- | ----- | ----- | ----- | ----- |
| 2 609 | 2 577 | 2 554 | 2 523 | 2 515 | 2 555 |
| 2018  | 2019  | 2020  | 2021  |       |       |
| 2 575 | 2 616 | 2 649 | 2 683 |       |       |